# Michal Orolín
Michal Orolín (ur. 1 października 1943 r. w Kravanach na Spiszu) – słowacki taternik i alpinista.
Michal Orolín jest z zawodu mechanikiem lotniczym. W Tatrach jest autorem kilku przejść nowych dróg, które przechodził w warunkach letnich i zimowych. Jego działalność wspinaczkowa nie odnosiła się jedynie do Tatr, wspinał się także na Kaukazie, w Alpach, w Karakorum, w Himalajach i pasmach górskich obu Ameryk. Do jego największych osiągnięć wspinaczkowych zalicza się piąte wejście na Nanga Parbat, dotarcie do wysokości 8300 m n.p.m. na Makalu i wejście na Denali (McKinley) na Alasce.
Orolín jest autorem książki o Himalajach wydanej pt. Strmé cesty k Himalájom (Bratysława, 1980 i 1984).

## Ważniejsze tatrzańskie osiągnięcia wspinaczkowe
- przejście nowej drogi na północno-wschodniej ścianie Pośredniej Grani,
- przejście nowej drogi na Żółtej Ścianie,
- przejście nowej drogi na północnej ścianie Małego Kieżmarskiego Szczytu.